# Pruska Łąka
Pruska Łąka – wieś w Polsce położona w województwie kujawsko-pomorskim, w powiecie golubsko-dobrzyńskim, w gminie Kowalewo Pomorskie.

## Podział administracyjny
W latach 1975–1998 miejscowość administracyjnie należała do województwa toruńskiego.

## Demografia
Według Narodowego Spisu Powszechnego (III 2011 r.) wieś liczyła 298 mieszkańców. Jest jedenastą co do wielkości miejscowością gminy Kowalewo Pomorskie.

## Linki zewnętrzne

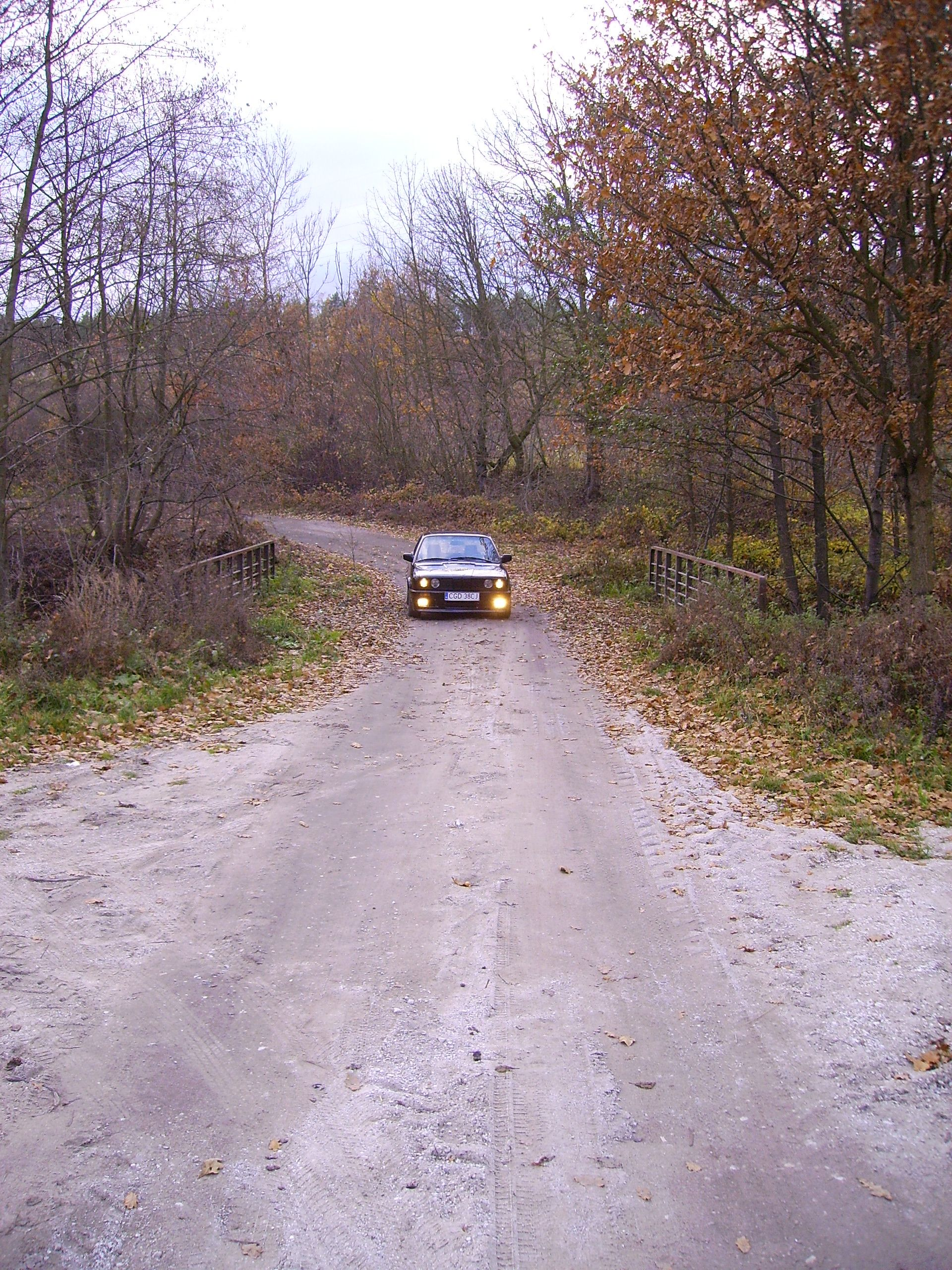
Most czołgowy nad Strugą Rychnowską